# San Blas-eilanden

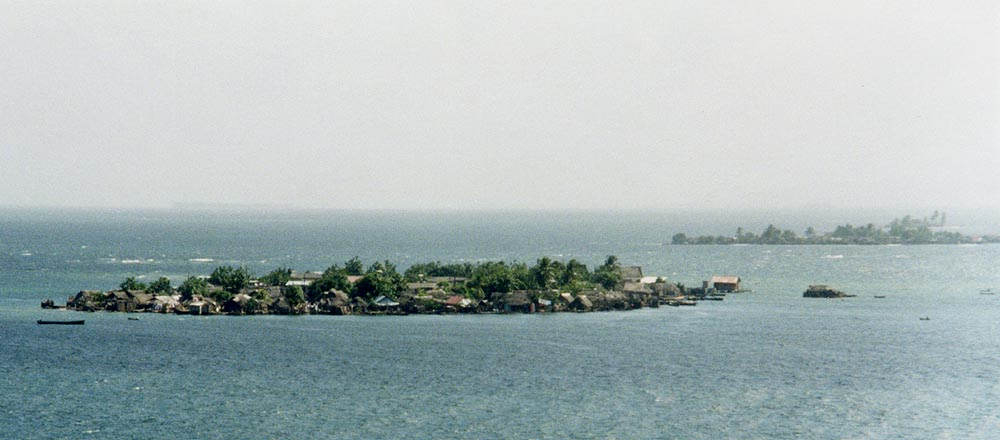

De San Blas-eilanden (Archipiélago de San Blas) zijn een archipel van 357 eilanden voor de kust van Panama. De eilanden bevinden zich voor de Caribische kust van Panama, ten oosten van het Panamakanaal. Ze maken deel uit van de Panamese provincie Kuna Yala. Ze worden ook de Kuna Yala-eilanden genoemd.
Ze zijn een geliefde ankerplaats voor zeezeilers die door het Panamakanaal trekken, maar behalve per boot kunnen ze ook per vliegtuig worden bereikt.
Ongeveer 40 eilanden worden bewoond door 300.000 Kuna-indianen. Deze indianen waren de oorspronkelijke bewoners van Panama. Nadat het land door de Spanjaarden werd gekoloniseerd bleven deze indianen alleen nog op de San Blas-eilanden over, en op een kleine kuststrook op het vasteland.
In 1925 kregen de Kuna het recht op zelfbeschikking. Op de archipel wordt dat elk jaar in februari herdacht, met het feest Mor Ginnid. De Kuna staan vissen met geavanceerde techniek niet toe, en evenmin is het toegestaan om zaken uit zee op te duiken die dieper liggen dan met lucht uit de eigen longen kan worden bereikt. Daardoor is scuba-duiken rond de eilanden niet toegestaan. Door deze restricties is het koraalrif rond de eilanden een van de best bewaarde ter wereld.
De Kuna wonen in 49 gemeenschappen, die worden geleid door de plaatselijke sahila (de dorpsleider). De visserij is een belangrijke bron van inkomsten. De vis dient niet alleen als voedsel, maar wordt ook verhandeld naar het vasteland. Daarnaast verbouwt men voor eigen gebruik groente en fruit, en voor de export koffie en kokosnoten. Jaarlijks worden er vanaf de San Blas-eilanden 15.000 kokosnoten geëxporteerd naar Colombia. De kokosnoot kan op de eilanden dienen als betaalmiddel, en heeft dan een waarde van tien Amerikaanse dollarcent.